# Bartel BM-3
Bartel BM-3 – prototyp polskiego samolotu szkolnego, zaprojektowany przez Ryszarda Bartla.

## Dane techniczne
Dane z: Bartel BM-3, 1927 , Samoloty wojskowe w Polsce 1924-1939 
Charakterystyki ogólne
- Załoga: 2
- Długość: 7,9 m
- Wysokość: 3 m
- Rozpiętość: 11,77 m
- Powierzchnia skrzydeł: 31,9 m²
- Masa własna: 820 kg
- Masa użyteczna: 380 kg
- Masa całkowita: 1200 kg
- Napęd: 1 × silnik rzędowy Austro-Daimler o mocy 225 KM lub SPA-6a o mocy 200 KM

Osiągi
- Prędkość maksymalna: 182 km/h (AD) lub 173 km/h (SPA)
- Prędkość lądowania: 75 km/h
- Prędkość wznoszenia: 4,74 m/s
- Pułap: 6100 m
- Długotrwałość lotu: 3 godz.